# 雨谷和砂
雨谷 和砂（あまがい かずさ、3月30日 - ）は、日本の女性声優。福島県出身。プロダクション・エース所属。

## 人物
趣味・特技は殺陣、日舞、映画鑑賞、読書。
方言は福島弁。

## 出演

### テレビアニメ
2004年
- 下級生2 〜瞳の中の少女たち〜（雨堂刃〈子供〉、部員）

2006年
- おとぎ銃士 赤ずきん（町内アナウンス）
- ちょこッとSister（はるまの母）
- BLOOD+

2009年
- 東京マグニチュード8.0

2011年
- R-15（団地妻）
- 日常（おばさん）

2023年
- レベル1だけどユニークスキルで最強です（女冒険者）

### 劇場アニメ
- 宇宙戦艦ヤマト2199 星巡る方舟（2014年、永倉志織[2]）
- 宇宙戦艦ヤマト2202 愛の戦士たち（2017年、永倉志織[3]）

### ゲーム
2004年
- お姉チャンバラ（アンナ、さやか、杏）

2011年
- 日常（宇宙人）（中之条母）

2013年
- コール オブ デューティ ゴースト

2016年
- ウィッチャー3 ワイルドハント 血塗られた美酒（シアンナ）
- ディビジョン（フェイ・ラウ）

2017年
- スクールガールゾンビハンター（アンナ）
- ゴーストリコン ワイルドランズ〈「ホルト」ドム・モレッタ）

2019年
- スターリンク バトル・フォー・アトラス（セージ）

2020年
- ディビジョン2：ウォーロード オブ ニューヨーク（フェイ・ラウ）

2022年
- ダイイングライト2 ステイ ヒューマン（アンダーソン)

### ドラマCD
- 下級生2（2004年）

### 吹き替え

#### 映画
- アドレナリン・ブレイク（ジェイド）
- アルティメット・エネミー（ミルズ）
- インディ・ジョーンズ/クリスタル・スカルの王国
- インビテーション（イーデン〈タミー・ブランチャード〉）
- エイリアン・イン・キューブ（リーナ）
- 狼の街（ブランディ〈パイパー・ペラーボ〉）
- オオカミは嘘をつく（エティ〈ナティ・クルーゲル〉）
- キルショット（ドナ〈ロザリオ・ドーソン〉）
- グッド・ドクター 禁断のカルテ（看護師テレサ〈タラジ・P・ヘンソン〉）
- クリスマス・キューピッド
- 警察署長ジェッシイ・ストーン 訣別の海（リーアン・ルイス〈レベッカ・ピジョン〉）
- 519号室（ジーナ）
- ザ・バッグマン 闇を運ぶ男（レブカ〈レベッカ・ダ・コスタ〉）
- ジェニファー・ラヴ・ヒューイットのtrue love（フェリシティ〈ケイト・マイルズ〉）
- 11:46（カレン）
- スネーク・ダイヴ（アンドレア）
- スプートニク（タチアナ〈オクサナ・アキンシナ〉）
- ダークネスナイト（リジー）
- ダイナマイト（ソフィア）
- デッドロック 絶対王者ボイカ（アルマ〈テオドーラ・ドゥーホヴニコヴァ〉[8]）
- パッセンジャーズ（エマ）
- ファイヤー・ウィズ・ファイヤー 炎の誓い（タリア〈ロザリオ・ドーソン〉）
- Pride and Glory（ミーガン・イーガン）
- MAGIC AND THE WAR OF THE DRAGONS 〜魔法戦士と竜の騎士団〜（イグレイン）
- ムルと子犬（ミリアム）
- やがて復讐という名の雨（マリー・アンジェリ〈カトリーヌ・マルシャル〉）
- ラブリーボーン
- 私の婚活恋愛術（フェリシティ）

#### ドラマ
- アーロン・ストーン（セレベラ）
- CSI:ニューヨーク
- チャーリー・シーンのハーパー★ボーイズ シーズン3（シーラ）
- 弁護士イーライのふしぎな日常
- ユーリカ 〜事件です!カーター保安官〜